# Hoot Mon!
Hoot Mon! é um curta-metragem norte-americano de 1919, do gênero comédia, dirigido por Hal Roach e estrelado por Stan Laurel.

## Elenco

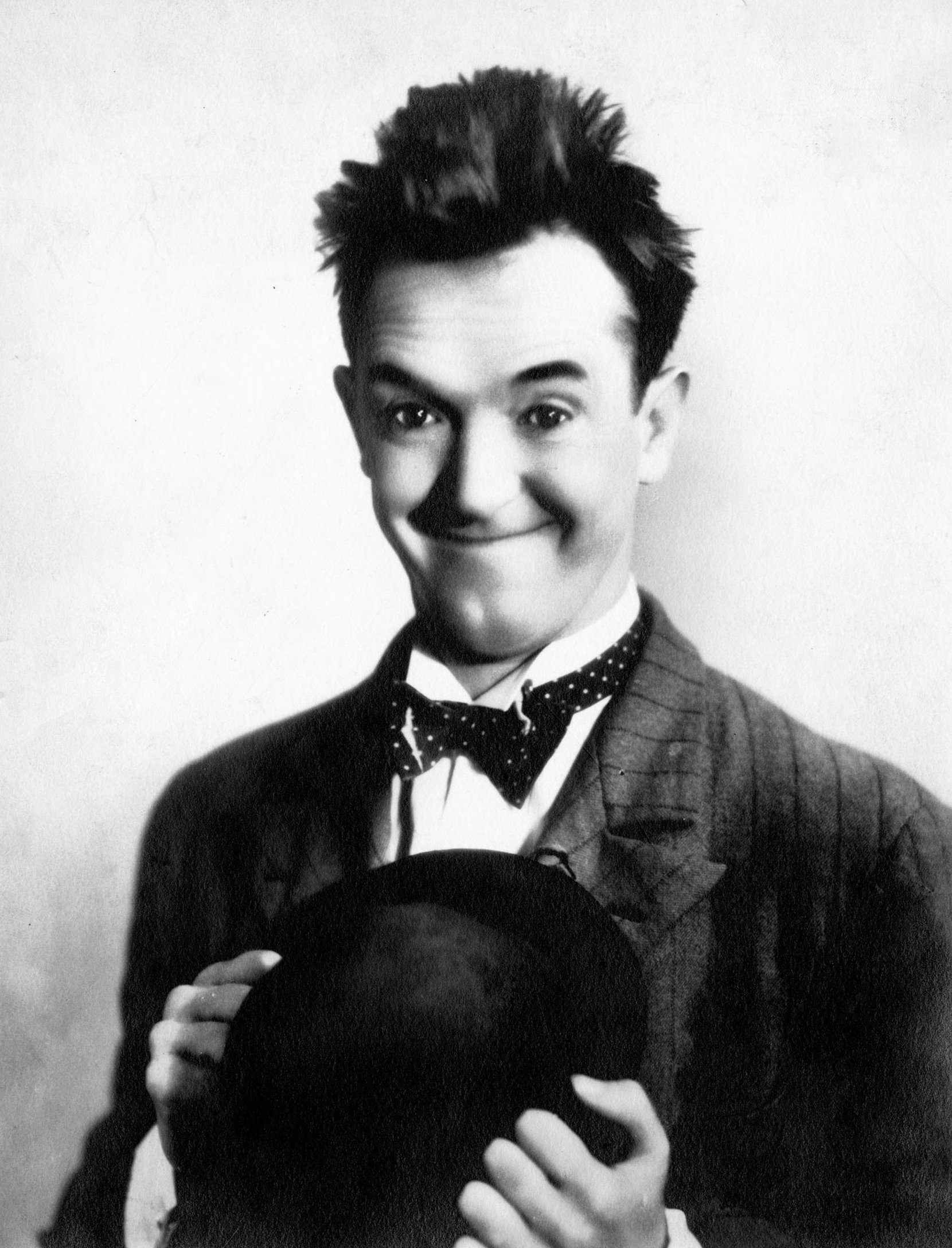
Stan Laurel

- Bunny Bixby
- Harry Clifton
- Caroline Fowler
- Wallace Howe
- Bud Jamison
- Marie Joslyn
- Jerome Laplauch
- Stan Laurel
- Gus Leonard
- Belle Mitchell
- Marie Mosquini
- James Parrott
- William Petterson
- Lillian Rothchild
- Emmy Wallace
- Dorothea Wolbert
- Noah Young